# Filip Videnov
Filip Aleksandrov Videnov (in bulgaro Филип Александров Виденов?; Sofia, 12 giugno 1980) è un ex cestista bulgaro.

## Carriera
Con la Bulgaria ha disputato tre edizioni dei Campionati europei (2005, 2009, 2011).

## Palmarès
- Campionato bulgaro: 2

Academic Sofia: 2015-16, 2016-17
- Semaine des As: 1

Nancy: 2005